# Cavernocymbium vetteri
Cavernocymbium vetteri is een spinnensoort uit de familie Macrobunidae. De wetenschappelijke naam van de soort werd voor het eerst geldig gepubliceerd in 2005 door Ubick.